# Carrión de los Condes
Carrión de los Condes és un municipi de la província de Palencia, a la comunitat autònoma de Castella i Lleó. Fou en aquesta població on nasqué Íñigo López de Mendoza, Marquès de Santillana, famós poeta i humanista del segle xv. En aquesta localitat hi passa el Camí de Sant Jaume.

## Personatges il·lustres
- Íñigo López de Mendoza
- Enrique Fuentes Quintana
- Ramón Carande y Thovar
- Sem Tob